# Blattella lamotteana
Blattella lamotteana är en kackerlacksart som först beskrevs av Karlis Princis 1963.  Blattella lamotteana ingår i släktet Blattella och familjen småkackerlackor.
Artens utbredningsområde är Guinea. Inga underarter finns listade.